# Ehretia dicksonii
Ehretia dicksonii là loài thực vật có hoa trong họ Ehretiaceae. Loài này được Hance mô tả khoa học đầu tiên năm 1862.